# José Napoleón Duarte
José Napoleón Duarte Fuentes  (1925-1990 engenheiro civil), professor e político, foi o presidente de El Salvador entre 1984 e 1989.

## Vida
Foi um político salvadorenho que serviu como presidente de El Salvador de 1 de junho de 1984 a 1 de junho de 1989. Ele foi prefeito de San Salvador antes de concorrer à presidência em 1972. Ele perdeu, mas a eleição é amplamente vista como fraudulenta. Após um golpe de estado em 1979, Duarte liderou a subsequente Junta civil-militar de 1980 a 1982. Ele foi então eleito presidente em 1984, derrotando o líder do partido ARENA, Roberto D'Aubuisson.

Apoiado pelo governo Reagan e pela Agência Central de Inteligência, seu mandato ocorreu durante os piores anos da Guerra Civil salvadorenha, que viu numerosos abusos e massacres da população civil pelas forças de segurança salvadorenhas e pelos esquadrões da morte a eles ligados.